# Кастель-Маджоре
Кастель-Маджоре (итал. Castel Maggiore) — город в Италии, располагается в регионе Эмилия-Романья, подчиняется административному центру Болонья.
Население составляет 15 922 человека (на 2001 год), плотность населения составляет 514,9 чел./км². Занимает площадь 30,92 км². Почтовый индекс — 40013. Телефонный код — 051.
Покровителем населённого пункта считается святой апостол Андрей. Праздник ежегодно празднуется 30 ноября.

## Города-побратимы
- Энгре, Франция